# Norah Jeruto
Norah Jeruto Tanui (ur. 2 października 1995) – kenijska lekkoatletka specjalizująca się w biegach długich, reprezentująca od 29 stycznia 2022 Kazachstan.
Na początku 2011 zajęła szóstą lokatę w biegu juniorek na 6 kilometrów podczas mistrzostw Afryki w biegu na przełaj. W czasie mistrzostw świata juniorów młodszych zdobyła złoty medal w biegu na 2000 metrów z przeszkodami. Na koniec sezonu zdobyła złoto w biegu na 2000 metrów z przeszkodami oraz brąz w biegu na dystansie 3000 metrów igrzysk Wspólnoty Narodów młodzieży. Złota medalistka mistrzostw Afryki (2016).
Po zmianie barw narodowych została w Eugene mistrzynią świata na dystansie 3000 metrów z przeszkodami, ustanawiając czasem 8:53,02 nowy rekord mistrzostw (2022).
Złota medalistka mistrzostw Kazachstanu oraz medalistka mistrzostw Kenii.
Rekord życiowy w biegu na 3000 metrów z przeszkodami: 8:53,02 (23 lipca 2022, Eugene) 3. wynik w historii światowej lekkoatletyki.

## Osiągnięcia
| Rok                       | Impreza                               | Miejsce         | Konkurencja                   | Pozycja    | Wynik    |
| ------------------------- | ------------------------------------- | --------------- | ----------------------------- | ---------- | -------- |
| Reprezentacja: Kenia      |                                       |                 |                               |            |          |
| 2011                      | Mistrzostwa Afryki w biegu na przełaj | Kapsztad        | bieg juniorek                 | 6. miejsce | 20:53    |
| 2011                      | Mistrzostwa świata juniorów młodszych | Lille Metropole | bieg na 2000 m z przeszkodami | 1. miejsce | 6:16,41  |
| 2011                      | Igrzyska Wspólnoty Narodów młodzieży  | Douglas         | bieg na 2000 m z przeszkodami | 1. miejsce | 6:28,10  |
| 2011                      | Igrzyska Wspólnoty Narodów młodzieży  | Douglas         | bieg na 3000 m                | 3. miejsce | 9:24,02  |
| 2016                      | Mistrzostwa Afryki                    | Durban          | bieg na 3000 m z przeszkodami | 1. miejsce | 9:25,07  |
| Reprezentacja: Kazachstan |                                       |                 |                               |            |          |
| 2022                      | Mistrzostwa świata                    | Eugene          | bieg na 3000 m z przeszkodami | 1. miejsce | 8:53,02  |
| 2023                      | Halowe mistrzostwa Azji               | Astana          | bieg na 3000 m                | 7. miejsce | 9:29,27  |
| 2024                      | Igrzyska olimpijskie                  | Paryż           | bieg na 3000 m z przeszkodami | 9. miejsce | 9:08,97  |
| 2025                      | Mistrzostwa Azji                      | Gumi            | bieg na 5000 m                | 1. miejsce | 14:58,71 |
| 2025                      | Mistrzostwa Azji                      | Gumi            | bieg na 3000 m z przeszkodami | 1. miejsce | 9:10,46  |